# Virslīga 2021
La Virslīga 2021 fue la edición número 30 de la Virslīga, la primera división del fútbol de Letonia, también llamada División Superior de Letonia. La temporada comenzó el 13 de marzo y culminó el 6 de noviembre. Riga fue el campeón defensor.

## Sistema de competicón
Los ocho equipos participantes jugaron entre sí todos contra todos cuatro veces totalizando 28 partidos cada uno, al término de la jornada 36 el primer clasificado obtuvo un cupo para la primera ronda de la Liga de Campeones 2022-23, mientras que el segundo y tercer clasificado obtuvieron un cupo para la primera ronda de la Liga de Conferencia Europa 2022-23.
Un tercer cupo para la primera ronda de la Liga de Conferencia Europa 2022-23 fue asignado al campeón de la Copa de Letonia.

## Licencias
Estaba previsto que la liga se juegue con 10 clubes, las nueve escuadras de la temporada 2020, más el campeón de la Primera Liga de Letonia 2020, el BFC Daugavpils, que iba a reemplazar al Tukums que descendió la temporada pasada tras quedar último. El 3 de febrero La LFF le otorgó una licencia al recién formado Noah Jūrmala que remplazaría al recién ascendido Lokomotiv Daugavpils y le negó una licencia al Jelgava. Sin embargo el 12 de marzo a 1 día de comenzar la competición la LFF le revoco la licencia al Noah Jūrmala.

## Ascensos y descensos
| Pos. | Ascendidos de Primera Liga 2020 |
| ---- | ------------------------------- |
| 1.º  | Daugavpils                      |

| Pos. | Descendidos de Virslīga 2020 |
| ---- | ---------------------------- |
| 10.º | Tukums                       |

## Equipos participantes
| Club             | Ciudad     | Estadio                        | Capacidad |
| ---------------- | ---------- | ------------------------------ | --------- |
| Daugavpils       | Daugavpils | Celtnieks Stadium              | 4070      |
| Liepāja          | Liepāja    | Daugava Stadium                | 5008      |
| Metta            | Riga       | Hanzas vidusskolas laukums     | 2000      |
| Riga             | Riga       | Skonto Stadium                 | 8207      |
| RFS              | Riga       | Stadions Arkādija              | 1000      |
| Spartaks Jūrmala | Jūrmala    | Slokas Stadium                 | 2800      |
| Valmieras        | Valmiera   | J. Daliņa stadions             | 2000      |
| Ventspils        | Ventspils  | Ventspils Olimpiskais Stadions | 3044      |

## Desarrollo

### Clasificación
| Pos. | Equipo           | Pts. | PJ | G  | E | P  | GF | GC | Dif. | Clasificación o descenso                       |
| ---- | ---------------- | ---- | -- | -- | - | -- | -- | -- | ---- | ---------------------------------------------- |
| 1    | RFS (C)          | 66   | 28 | 20 | 6 | 2  | 65 | 22 | +43  | Primera ronda de la Liga de Campeones          |
| 2    | Valmiera         | 62   | 28 | 19 | 5 | 4  | 54 | 19 | +35  | Primera ronda de la Liga de Conferencia Europa |
| 3    | Liepāja          | 51   | 28 | 16 | 3 | 9  | 47 | 26 | +21  | Primera ronda de la Liga de Conferencia Europa |
| 4    | Riga             | 50   | 28 | 14 | 8 | 6  | 54 | 26 | +28  | Primera ronda de la Liga de Conferencia Europa |
| 5    | Spartaks Jūrmala | 35   | 28 | 11 | 2 | 15 | 40 | 41 | −1   |                                                |
| 6    | Daugavpils       | 32   | 28 | 9  | 5 | 14 | 37 | 53 | −16  |                                                |
| 7    | Metta            | 20   | 28 | 5  | 5 | 18 | 33 | 55 | −22  |                                                |
| 8    | Noah Jūrmala     | 3    | 28 | 1  | 0 | 27 | 8  | 96 | −88  | Retirados de la liga.                          |
| 9    | Ventspils        | 0    | 0  | 0  | 0 | 0  | 0  | 0  | 0    | Retirados de la liga.                          |

 Fuente: Soccerway
Criterios de clasificación: 1) Puntos; 2) Puntos en partidos directos; 3) Gol diferencia en partidos directos; 4) Gol diferencia; 5) Goles anotados; 6) Ranking Fair-play; 7) Play-off.

### Resultados
Los clubes jugaron entre sí en cuatro ocasiones para un total de 28 partidos cada uno.
| Local \ Visitante | DAU | LIE | MLU | NOA | RIG | RFS | SPJ | VAL | VEN |
| ----------------- | --- | --- | --- | --- | --- | --- | --- | --- | --- |
| Daugavpils        |     | 0–1 | 3–2 | 1–2 | 1–1 | 0–3 | 2–1 | 1–2 |     |
| Liepāja           | 0–0 |     | 4–1 | 3–0 | 0–2 | 1–2 | 1–2 | 1–2 |     |
| Metta             | 0–1 | 0–3 |     | 7–0 | 1–1 | 3–3 | 2–0 | 1–1 |     |
| Noah Jūrmala      | 1–4 | 0–5 | 0–3 |     | 0–7 | 0–3 | 0–5 | 0–3 |     |
| Riga              | 4–0 | 4–1 | 3–0 | 1–0 |     | 0–3 | 6–1 | 1–0 |     |
| RFS               | 2–1 | 4–0 | 3–0 | 4–2 | 3–1 |     | 1–0 | 2–3 |     |
| Spartaks Jūrmala  | 2–0 | 1–2 | 1–0 | 5–2 | 2–3 | 0–1 |     | 1–0 |     |
| Valmiera          | 2–2 | 1–0 | 2–0 | 2–0 | 2–1 | 0–1 | 2–0 |     |     |
| Ventspils         |     |     |     |     |     |     |     |     |     |

| Local \ Visitante | DAU | LIE | MLU | NOA | RIG | RFS | SPJ | VAL | VEN |
| ----------------- | --- | --- | --- | --- | --- | --- | --- | --- | --- |
| Daugavpils        |     | 1–1 | 3–1 | 3–0 | 3–0 | 0–2 | 3–0 | 1–5 |     |
| Liepāja           | 3–1 |     | 2–0 | 3–0 | 1–0 | 1–1 | 3–0 | 2–1 |     |
| Metta             | 2–2 | 0–3 |     | 3–0 | 0–1 | 2–5 | 0–3 | 0–4 |     |
| Noah Jūrmala      | 0–3 | 0–3 | 0–3 |     | 0–3 | 0–3 | 0–3 | 0–3 |     |
| Riga              | 7–1 | 0–1 | 1–1 | 2–1 |     | 1–1 | 2–1 | 0–0 |     |
| RFS               | 2–0 | 2–1 | 4–1 | 5–0 | 0–0 |     | 1–1 | 1–2 |     |
| Spartaks Jūrmala  | 3–0 | 0–1 | 1–0 | 3–0 | 1–1 | 1–2 |     | 1–4 |     |
| Valmiera          | 4–0 | 1–0 | 1–0 | 3–0 | 1–1 | 1–1 | 2–1 |     |     |
| Ventspils         |     |     |     |     |     |     |     |     |     |